# Friedrich Ulrich Wilhelm von Lüderitz
Friedrich Ulrich Wilhelm von Lüderitz (* 1635; † 14. Januar 1713) war kurbrandenburger Generalmajor und Kommandant von Küstrin, zudem war er Erbherr auf Frauendorf bei Frankfurt an der Oder.
Seine Eltern waren der Erbherr auf Wittenmoor Ludolf von Lüderitz († Ostern 1661) und dessen Ehefrau Anna von Veltheim. Sein Bruder Joachim Ernst von Lüderitz war kurbrandenburger Geheimer Rat.
Er wurde am 8. April 1675 Oberstleutnant und Kommandant von Küstrin. Am 6. Februar 1678 wurde er zum Oberst befördert und am 21. April 1689 zum Generalmajor der Infanterie. Er starb am 14. Januar 1713.
Er heiratete 1679 Lucia Hedwig von Goertzke (* 2. April 1659; † 18. März 1701), jüngste Tochter des Generals Joachim Ernst von Görzke.